# Okręty podwodne typu Katsonis
Okręty podwodne typu Katsonis – greckie okręty podwodne z okresu międzywojennego i II wojny światowej. W latach 1925–1928 w stoczniach Forges et Chantiers de la Gironde w Bordeaux oraz Ateliers et Chantiers de la Loire w Nantes zbudowano dwa okręty tego typu, które weszły do służby w Polemiko Naftiko w latach 1927–1928. Obie jednostki uczestniczyły w wojnie grecko-włoskiej z lat 1940–41, a po inwazji Niemiec na Grecję w 1941 roku operowały u boku Royal Navy na Morzu Śródziemnym. „Katsonis” został zatopiony 14 września 1943 roku na Morzu Egejskim przez niemiecki ścigacz okrętów podwodnych UJ-2101. „Papanikolis” został skreślony z listy floty w 1945 roku, a kiosk jednostki został zachowany w Muzeum Morskim w Pireusie.

## Projekt i budowa
Okręty podwodne typu Katsonis zostały zamówione przez rząd Grecji w 1925 roku. Projekt okrętów był dziełem inż. Maxime’a Laubeufa; zbliżony był do francuskiego typu Circé, od którego różnił się powiększonym kioskiem.
„Katsonis” zbudowany został w stoczni Forges et Chantiers de la Gironde w Bordeaux, a „Papanikolis” w stoczni Ateliers et Chantiers de la Loire w Nantes. Stępki okrętów położono w 1925 roku, zostały zwodowane w 1926 roku, a do służby w Polemiko Naftiko przyjęto je w latach 1927–1928. Jednostki otrzymały nazwy na cześć greckich bohaterów narodowych – Lambrosa Katsonisa i Dimitriosa Papanikolisa oraz numery burtowe Y-1 i Y-2.
| Okręt               | Stocznia | Początek budowy | Wodowanie         | Wejście do służby |
| ------------------- | -------- | --------------- | ----------------- | ----------------- |
| „Katsonis” (Y-1)    | Gironde  | 1925            | 20 marca 1926     | czerwiec 1928     |
| „Papanikolis” (Y-2) | Loire    | 1925            | 19 listopada 1926 | 29 grudnia 1927   |

## Dane taktyczno–techniczne
Jednostki typu Katsonis były średniej wielkości okrętami podwodnymi o konstrukcji dwukadłubowej. Długość całkowita wynosiła 62,4 metra, szerokość 5,3 metra i zanurzenie 3,4 metra (maksymalne 3,6 metra). Wyporność w położeniu nawodnym wynosiła 576 ton, a w zanurzeniu 755 ton. Okręty napędzane były na powierzchni przez dwa dwusuwowe silniki wysokoprężne Schneider-Carels o łącznej mocy 1300 koni mechanicznych (KM). Napęd podwodny zapewniały dwa silniki elektryczne o łącznej mocy 1000 KM. Dwuśrubowy układ napędowy pozwalał osiągnąć prędkość 14 węzłów na powierzchni i 9,5 węzła w zanurzeniu. Zasięg wynosił 3500 Mm przy prędkości 10 węzłów w położeniu nawodnym oraz 100 Mm przy prędkości 5 węzłów pod wodą. Dopuszczalna głębokość zanurzenia wynosiła 80 m.
Okręty wyposażone były w sześć wyrzutni torped kalibru 550 mm: dwie wewnętrzne i dwie zewnętrzne na dziobie oraz dwie zewnętrzne na rufie, z łącznym zapasem 7 torped. Uzbrojenie artyleryjskie stanowiło działo pokładowe Schneider kal. 100 mm L/40, umieszczone na obrotowej platformie na przedzie kiosku, z zapasem amunicji wynoszącym 100 naboi. W latach 30. jednostki otrzymały działko plot. kal. 40 mm Mark VIII L/39.
Załoga pojedynczego okrętu składała się z 39 oficerów, podoficerów i marynarzy.

## Służba
Obie jednostki uczestniczyły w wojnie grecko-włoskiej z lat 1940–41. Po upadku Grecji w 1941 roku „Katsonis” i „Papanikolis” (wraz z okrętami podwodnymi „Glafkos”, „Nirefs” i „Triton”) uciekły do Aleksandrii, którą osiągnęły 25 kwietnia. Okręty operowały u boku Royal Navy w składzie 1. Flotylli Okrętów Podwodnych, stacjonując w Aleksandrii. „Katsonis” został zatopiony 14 września 1943 roku na Morzu Egejskim przez niemiecki ścigacz okrętów podwodnych UJ-2101. „Papanikolis” został skreślony z listy floty w 1945 roku, a jego kiosk znajduje się w Muzeum Morskim w Pireusie.